# A servizio ereditiera offresi
A servizio ereditiera offresi (Maid to Order) è un film commedia statunitense del 1987.

## Trama
Una giovane e viziata ereditiera è convinta che tutto il mondo giri intorno ai suoi capricci e non sa fare altro nella vita che sperperare il suo denaro. Dopo l'ennesima delle sue bizzarre follie viene però arrestata, a causa dell'intervento magico di una sua nonna passata a miglior vita, e si ritroverà senza identità e senza soldi. Sarà costretta per vivere ad accettare l'offerta di lavoro come cameriera presso una famiglia di ricchi di Beverly Hills che si riveleranno essere a sua immagine e somiglianza, rendendole la vita impossibile con i loro capricci e la loro spocchia.